# 政治資金
政治資金（せいじしきん）とは、個人、政治団体、政党などが、それぞれの政治目的を達成するために、その活動上必要とする資金をいう。
政治資金の公開に関しては、政治団体の収支については政治資金規正法に基づき、政治資金収支報告書を、総務大臣または都道府県の選挙管理委員会に対し毎年提出しなければならない。この他、政治資金の規正・公開に関しては公職選挙法、政党助成法などに規定がある。

## 日本における政治資金
政治資金規正法においては、国政政党や政党支部、政治資金団体、政治家個人の資金管理団体などを政治団体とし、政治団体間の寄付は原則として無制限に行うことができる（ただし、政党、政治資金団体以外の政治団体間での寄付は年間5000万に限られる）。

### 国政政党
日本の国政政党の主な収入源としては、政党交付金、寄付、党費、事業収入、立法事務費などがある。
政党交付金は政党助成法に基づき、議席数や得票数に応じて交付される。
事業収入には、機関紙収入などのほか、政治資金パーティのチケット収入も含まれる。寄付には、個人や政治団体からの寄付のほか、企業や労働組合等の団体からのものが含まれる。
立法事務費は立法事務費交付法によるもので、所属議員の数に応じて、会派に支給される資金である。
また、政党は一政党につき一つの政治資金団体を指定することができる。

### 公職候補者
政治家（公職候補者）個人の収入源として、歳費法による手当があるほか、一人につき一団体指定できる資金管理団体が管理する資金がある。政党は政治家の資金管理団体に寄付することによって政治家個人に対して資金を供給することができる。
個人や政治団体から公職候補者に対する金銭等での寄付は原則として禁止されているが、物品で寄付をすることができる。また、選挙運動に関するものであれば、金銭等での寄付を行うことができる。

#### 歳費
歳費法による手当には、基本給や、調査研究広報滞在費（旧文通費）が含まれる。
調査研究広報滞在費は、1年ごとに使途の公開や残額の返還が義務付けられる。

#### 政策活動費（2024年禁止）
政策活動費は、政党から政治家個人に対する、政治資金規制法上違法ではない寄付に対する便宜上の通称であり、制度として存在したわけではない。資金管理団体に対して寄付されるものではないため、使途の公開義務がなかった。
2024年の改正政治資金規正法の附則で項目ごとの使いみちと支出年月、10年後に領収書を公開することとされたが、具体的な制度の設計については先送りされた。立憲民主党は、政党から政治家個人への寄付を全面的に禁止し、政党が寄付をできる対象を政治家の政党支部あるいは資金管理団体とすることを主張した。
2024年12月16日、自由民主党と立憲民主党は政策活動費を全面的に廃止することで合意し、翌17日に衆議院で政治資金規正法改正案が可決された。当初の自民党案では、政策活動費を廃止する一方で、政党の外交上の秘密に関わる支出などを対象として、政党が行う支出に対して支出先を非公開とし、第三者機関においてその内容の監査を行うとする「公開方法工夫支出」を創設するとされたが、抜け道を残すことになるとする野党側の反対によりこれは取り下げられている。

### 政治団体の資金規制・使途の公開
政治資金規正法第12条に基づき、政治団体には収入の詳細と、支出の使途の公開が原則として義務付けられている。政治団体には、政党と政治資金団体、資金管理団体、そのほかの政治団体が含まれる。
一方で、寄付で年5万円を超えない場合と、政治資金パーティのチケット購入で20万円を超えない場合は収入の詳細を公開する義務がない。

### 批判
政党への企業・団体献金には、政策を歪めているという批判がある。
公職候補者への寄付について、企業や団体が公職候補者やその資金管理団体、後援団体に寄付を行うことは一律に禁止されているが、政治資金パーティのチケットを購入することは禁止されておらず、これは実質的に寄付と変わらないという批判があるほか、政治家個人が代表を務める政党支部への寄付は認められているという問題がある。

## 政治資金に関する主な規制

### 政治資金の制限

#### 主に収入に関するもの
- 政治家への金銭による寄附の禁止（選挙運動に関するもの、政党がするものを除く。）（政治資金規正法21条の2）
- 会社等による政党等以外の政治団体・政治家への寄附の禁止（政治資金規正法21条）
- 国または自治体からの補助金受給・出資会社等による政党等への寄附の禁止（政治資金規正法22条の3）
- 国または自治体と請負その他特別の利益を伴う契約の当事者による選挙に関する寄附の禁止（公職選挙法199条）
- 国または自治体から利子補給を受けた金融機関から融資を受けた会社等による選挙に関する寄附の禁止（公職選挙法199条）
- 赤字会社による政党等への寄附の禁止（政治資金規正法22条の4）
- 外国人・外国団体による政治団体・政治家への寄附の禁止（政治資金規正法22条の5）
- 政治団体・政治家が受ける寄附の額の制限（政治資金規正法21条の3～22条の2）
- 政治資金パーティーの対価の支払額の制限（政治資金規正法22条の8）

#### 主に支出に関するもの
- 政治家による選挙区内の者への寄附の禁止（公職選挙法199条の2）
- 政治家の関係会社、後援会等による選挙区内の者への寄附の禁止（公職選挙法199条の3～5）
- 選挙運動費用の制限（公職選挙法194条）
- 政治資金の投機的運用の禁止（政治資金規正法8条の3）
- 資金管理団体による不動産等の取得の禁止（政治資金規正法19条の2の2）

### 政治資金の公開
- 政治家の選挙運動に関する収支の報告書（選挙運動費用収支報告書）の提出（公職選挙法189条）
- 政治団体の年間の収支の報告書（政治資金収支報告書）の提出（政治資金規正法12条）
- 政党交付金の年間の使途の報告書（政党交付金使途等報告書）の提出（政党助成法17条）
- 国会議員の資産の報告書（国会議員資産報告書）の提出（政治倫理の確立のための国会議員の資産等の公開等に関する法律2条）

## 政治資金収支報告書の支出項目

### 経常経費
人件費
政治団体の職員の給料や諸手当、社会保険料
光熱水費
電気、ガス、水道の使用料及びこれらの計器使用料等
備品・消耗品費
机、コピー機、自動車、封筒などの購入費や、新聞・雑誌代、ガソリン代
事務所費
事務所の賃料損料（地代、家賃）、公租公課（事業所住民税など）、火災保険金等の各種保険金、電話使用料、切手購入費、修繕料その他これらに類する経費で事務所の維持に通常必要とされるもの

### 政治活動費
組織活動費
行事費や組織対策費、交際費
選挙関係費
公認推薦料や陣中見舞いなど選挙関連の経費
機関紙誌の発行その他の事業費
機関紙誌の材料費や印刷代、発送費、パーティー開催費
調査研究費
研修会費や書籍購入費
寄付・交付金
政治活動における寄付や会費
その他の経費
借入金返済や貸付金

## 政治資金規正法
政治資金規正法は、昭和23年（1948年）にGHQの指導のもと制定された。終戦後の混迷した政治情勢のもと現出した、政治腐敗と群小政党の乱立に対処するため制定された法律である。制定当初は政治資金の収支の公開に主眼が置かれ、量的制限は設けられていなかった。

### 改正の歴史
- 昭和50年（1975年） - 造船疑獄、売春汚職事件、田中彰治事件、共和製糖事件（黒い霧事件）などの汚職・疑獄事件を受けて抜本的に改正された。
  - 寄附の量的制限の導入、個人献金に対する税制上の優遇措置の創設
- 平成4年（1992年） - 政治資金パーティーに関する規制が導入された。
- 平成6年（1994年） - 衆議院議員総選挙における小選挙区比例代表並立制の導入を中心とした選挙制度改革、政党助成制度の創設と軌を一にして、企業・団体献金に関する規制の強化を中心とした大改正が行われた（いわゆる「政治改革」）。
  - 企業・団体献金は、政党、政治資金団体、新たに創設された資金管理団体に対するものに限定
  - 寄附・政治資金パーティー収入の公開の強化
- 平成12年（2000年） - 資金管理団体への企業・団体献金が禁止された。
- 平成19年（2007年） - 国会議員関係政治団体に関する改正。
- 令和6年　(2024年)   -政策活動費廃止。併せて政治資金をチェックする第三者機関を国会に設置、外国人によるパーティー券の購入禁止・ 収支報告書をデータベース化などを規定した政治改革関連法改正。